# Jefferson Fisher
Jefferson Fisher es un abogado, presentador de pódcast y escritor estadounidense. Es el presentador de The Jefferson Fisher Podcast. Su primer libro, The Next Conversation: Argue Less, Talk More, publicado en marzo de 2025, es un éxito de ventas del New York Times.

## Primeros años y educación
Creció en una familia con una larga tradición jurídica: su padre era abogado de cuarta generación. Asistió a la Escuela de Negocios McCombs de la Universidad de Texas en Austin. En 2014, recibió un doctorado en Derecho de la Escuela de Derecho de la Universidad Tecnológica de Texas.

## Trayectoria
Después de graduarse de la escuela de derecho, se unió a un bufete de abogados en Beaumont, Texas, como socio. A finales de 2021, dejó la empresa para fundar la suya propia en el sureste de Texas. A principios de 2022, grabó videos compartiendo consejos de comunicación breves y prácticos en las redes sociales para promocionar su firma de abogados recién fundada en Silsbee (Texas). Los grabó en su camioneta estacionada. Un video en particular de una serie que grabó titulada «Cómo discutir como un abogado» se volvió viral en TikTok con más de un millón de visitas en un día después de su publicación. A finales de 2022, había ganado 500 000 seguidores en Instagram. Para el verano de 2023, había cuadriplicado su número de seguidores en Instagram. En marzo de 2025, tenía 5,8 millones de seguidores en Instagram y más de 500 millones de visitas en todos sus vídeos. En parte debido al éxito de sus vídeos, el bufete creció hasta contar con 12 abogados, entre ellos su esposa y su padre.
En 2024, lanzó un pódcast, The Jefferson Fisher Podcast, con una temporada de episodios de 14 minutos. En el pódcast, ofrece consejos breves de manera alentadora sobre temas relacionados con la superación personal y la comunicación, incluido cómo hablar con confianza, cómo hacer una conversación informal y cómo hacer preguntas.
En marzo de 2025, publicó su primer libro, The Next Conversation: Argue Less, Talk More. El libro es una guía sobre cómo mejorar la conversación proporcionando técnicas y frases prácticas que mejoran las interacciones con los demás. El libro estuvo cinco semanas en la lista de los más vendidos de The New York Times, del 6 de abril al 4 de mayo de 2025.

## Vida personal
Fisher y su esposa Sierra tienen dos hijos.